# Ватанабэ, Синъитиро
Синъитиро Ватанабэ (яп. 渡辺 信一郎 Ватанабэ Синъитиро:, род. 24 мая 1965) — японский режиссёр-аниматор, сценарист и продюсер. Он стал известен после создания критически и коммерчески успешных аниме-сериалов «Ковбой Бибоп» и «Самурай Чамплу».

## Биография
Синъитиро Ватанабэ родился 24 мая 1965 года в префектуре Киото. Он присоединился к студии Sunrise в середине 80-х и работал там в качестве режиссёра серии и раскадровщика. Его режиссёрский дебют состоялся в 1994 году, когда он совместно с Сёдзи Кавамори режиссировал «Макросс Плюс». В 1998 году Ватанабэ срежиссировал аниме-сериал «Ковбой Бибоп», после выхода которого получил как национальное, так и международное признание.

## Фильмография
- «Макросс Плюс» (1994—1995, совместно с Сёдзи Кавамори)
- «Ковбой Бибоп» (1998)
- «Ковбой Бибоп» (фильм) (2001)
- «Аниматрица» (2003)
- «Самурай Чамплу» (2004—2005)
- Kids on the Slope (2012)
- Space Dandy (2014)
- Zankyou no Terror (2014)
- Blade Runner: Black Out 2022 (2017)
- Carole & Tuesday (2019)
- «Лазарь» (2025)[2]